# Алкино (Бугульминский район)
Алкино — посёлок в Бугульминском районе  Республики Татарстан Российской Федерации. Входит в состав Большефедоровского сельского поселения.

## География
Посёлок расположен в 4 километрах к югу от Карабашского водохранилища, 20 километрах к северо-западу от города Бугульма. 

## История
Посёлок основан в начале XX века. Входил в состав Ново-Письмянской волости Бугульминского уезда Самарской губернии. С 1920 года в Бугульминском кантоне ТАССР. С 10 августа 1930 года в Бугульминском, с 10 февраля 1935 года в Ново-Письмянском, с 18 августа 1955 года в Лениногорском, с 26 марта 1959 года в Бугульминском районах.

## Население
| 1920 | 1926 | 1938 | 1949 | 1958 | 1970 | 1979 | 1989 | 2000             |
| ---- | ---- | ---- | ---- | ---- | ---- | ---- | ---- | ---------------- |
| 116  | 114  | 140  | 240  | 75   | 60   | 21   | 13   | менее 10 человек |